# Stirling Castle

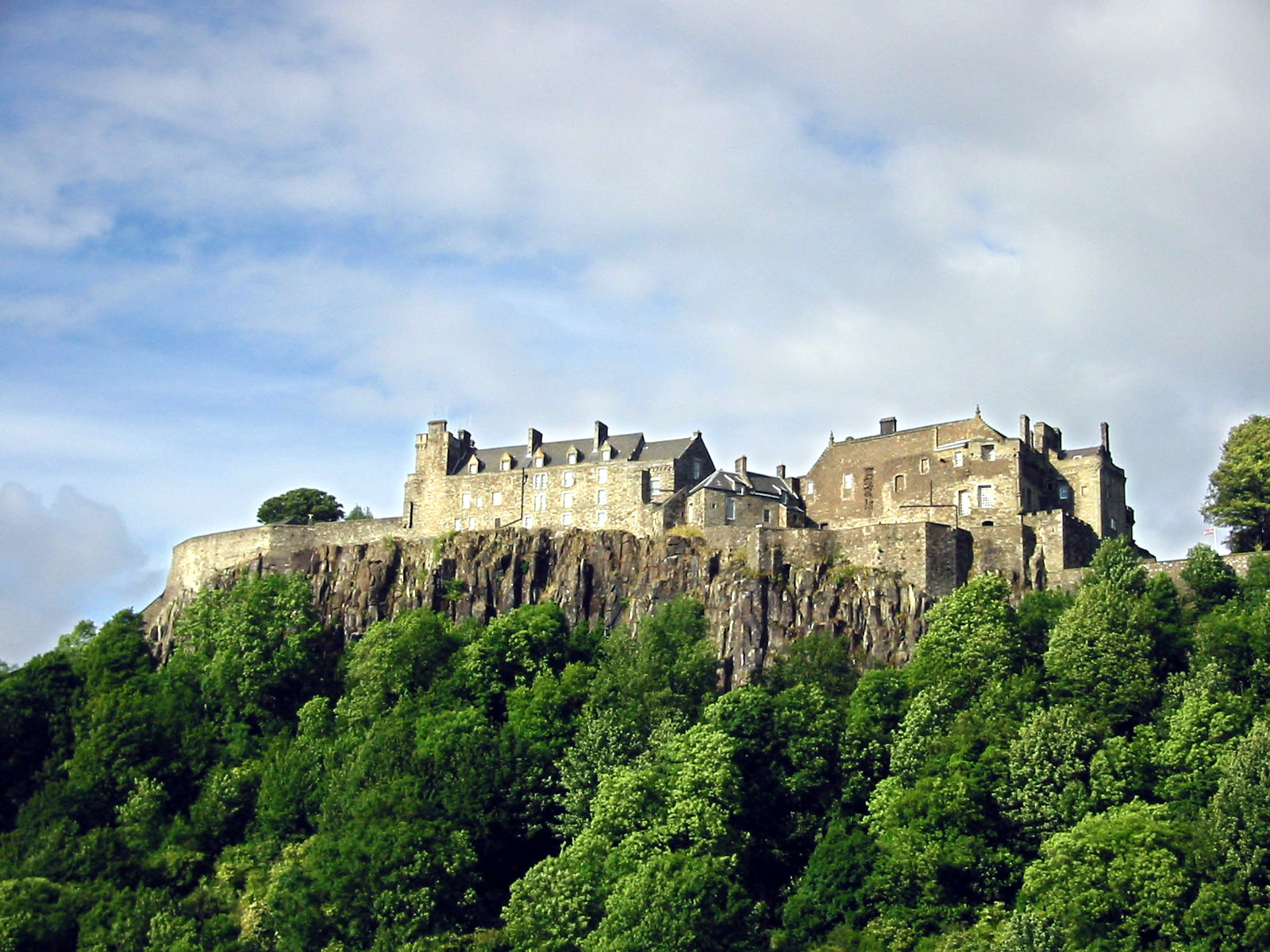
Stirling Castle från sydväst

Stirling Castle är en historisk fästning i Stirling, Skottland. Slottet är ett av de största och viktigaste - både historiskt och arkitektoniskt - i Skottland. Flera skotska kungar och drottningar har krönts på Stirling Castle, bland dem Maria Stuart år 1543. Slottet ligger på toppen av berget Castle Hill som tidigare var en vulkan. Fästningen är på tre sidor omgiven av branta klippor, vilket gjorde det lätt att försvara. Stirling Castle är ett nationalmonument, som idag förvaltas av föreningen Historic Scotland.

## Historik
De första skriftliga vittnesmålen om Stirling Castle härstammar från omkring 1110, när kung Alexander I invigde ett kapell här. Det var tydligen ett kungligt centrum här vid denna tid, eftersom Alexander I avled här 1124. Under hans efterträdares David I:s styre, blev Stirling ett kungligt område "royal burgh" och slottet ett viktigt administrativt centrum. Kung William I skapade en hjortpark sydväst om slottet, men efter att han tagits tillfånga av engelsmännen 1174 tvingades han överlämna flera slott till dem, inklussive Stirling Castle och Edinburgh Castle. Det finns dock inga tecken på att engelsmännen verkligen övertog slottet, och det lämnades formellt åter till Skottland 1189. Stirling fortsatte därefter att vara ett av de viktigaste kungliga residensen, och William I avled på slottet 1214. Alexander III skapade en ny park (the New Park) för hjortjakt i Stirling på 1260-talet.
Under första halvan av 1300-talet utspelade sig det skotska frihetskriget. Den mest berömda striden i detta krig är slaget vid Bannockburn, som utspelades 1314 precis bredvid slottet. Engelsmännen hade då kontroll över slottet, men hade lovat att lämna över det till skottarna om engelsmännen inte lyckades få fram förstärkningar senast 24 juni 1314. När engelsmännens trupper var på väg mot slottet i mitten av juni, ledda av kung Edward II, drabbade de samman med skottarna. Skottarna leddes av kung Robert Bruce och genom skicklig krigföring lyckades man i grunden besegra de engelska trupperna. Den engelska kungen fick fly hals över huvud åter till England, och huvuddelen av de engelska trupperna dödades vid slaget eller på sin flykt åter till England. Detta ledde till att Skottland 10 år senare blev ett eget land. 
De flesta av huvudbyggnaderna dateras till 1400-talet och 1500-talet, då Stirling Castle var huvudresidens för de skotska regenterna. Jakob IV av Skottland hade ett renässanshov och ville genom nybyggnationer utveckla Stirling Castle till ett residens på samma nivå som man återfann på kontinenten. Några få strukturer från 1300-talet finns också kvar, medan de yttre försvarsmurarna byggdes på 1700-talet.
På 1600-talet var Skottland och England åter förenade, och huvudsätet för monarkerna blev sedan dess London, vilket ledde till att Stirling Castle förlorade sin viktiga roll. Det användes därefter som en militär befästning och som fängelse för högt uppsatta fångar.
Stirling har varit platsen för flera historiska slag, och slottet har belägrats minst åtta gånger:
- 1299 blev den engelske John Sampson belägrad av skotska upprorsmän.
- Slaget om Stirling Castle (1304)
- 1337 misslyckades Andrew Murray att belägra borgen.
- Under åren 1571 till 1585 blev fästningen belägrad tre gånger av skotska fraktioner under Jakob IV:s regeringstid.
- 1651 erövrade Oliver Cromwell fästningen.
- 1746 belägrade tronpretendenten Karl Edvard Stuart (Charles Edward Stuart) fästningen under det sista Jakobitupproret.

Slottet är fortfarande huvudkvarter för Argyll and Sutherland highlander-regementet, även om regementet inte längre är stationerat på slottet. Regementets museum ligger dock fortfarande i själva slottsbyggnaderna.
Idag pågår renoveringar och rekonstruktioner av de gamla byggnaderna på slottet.